# オイン
オイン(Óin　第三紀2774-2994)は『ホビットの冒険』の作中に登場するドワーフ。エレボールの遠征へ向かった13人のドワーフの一人。映画『ホビット』ではジョン・カレンが演じた。

## 詳細
グローインの兄で『指輪物語』の指輪の仲間の一員であるギムリの伯父。バーリンやドワーリンは従兄にあたる。茶色の頭巾を被り、火熾しの名人でもある。
五軍の合戦で生き残り、エレボールに移住する。その後バーリンらと共にモリアへ赴いたが、マザルブルの書によれば西門のところで、水中の監視者に捉えられてしまったようだ。

## 映画『ホビット』
白髪交じりの灰色の髪と髭。髪の毛を後ろで髷のように縛っていて、髭も所々で結っている。バーリンらと共に一行の中では年配である。耳が遠い設定で、ラッパ型の補聴器を持ち歩いている。あまり好戦的ではないが決して逃げない。武器は棍棒。
予兆を読み解く才があり、エレボールにおける「獣の時代」の終わりを予見した。また、一行の医務係(薬剤師)であり、薬の調合を行う。『竜に奪われた王国』では負傷したキーリの看病をするため、フィーリやボフールらと共にエスガロスに残る。